# Anochetus agilis
Anochetus agilis är en myrart som beskrevs av Carlo Emery 1901. Anochetus agilis ingår i släktet Anochetus och familjen myror. Inga underarter finns listade i Catalogue of Life.